# Abbaye Notre-Dame de Marcilly
Pour les articles homonymes, voir Abbaye Notre-Dame.
L’abbaye de Marcilly, également appelée abbaye Notre-Dame du Bon-Repos, est une ancienne abbaye cistercienne, fondée par des cisterciennes venues de l'abbaye des Isles à Auxerre, et qui était située sur le territoire de l'actuelle commune de Provency, dans l'Yonne.

## Localisation

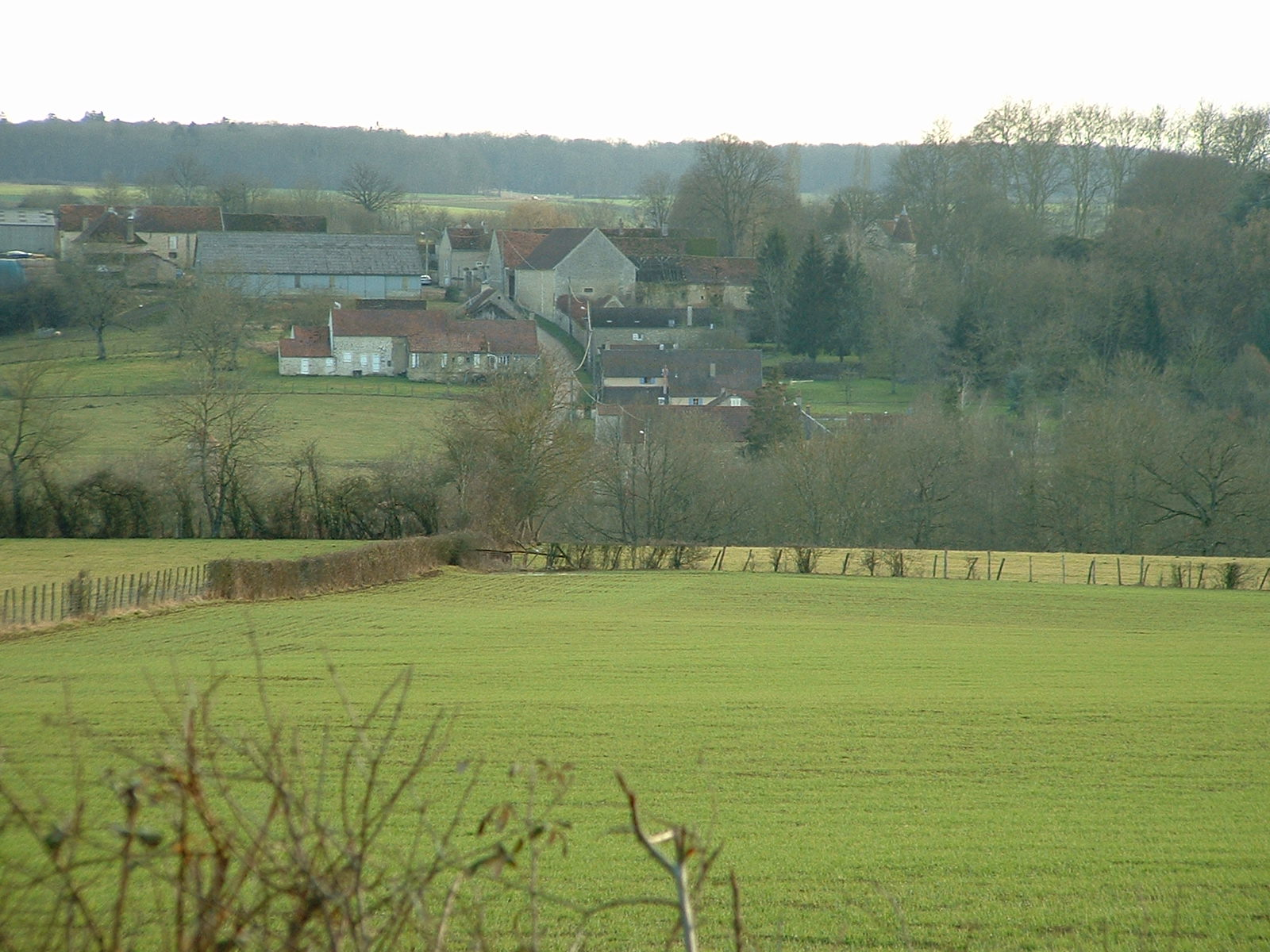
Vue du site de l'abbaye, le hameau actuel de Marcilly, avec l'abbaye à droite, au milieu des arbres.

L'abbaye est située à environ 255 mètres d'altitude sur  une colline séparant le Ru du Chardonneret du Ru du Moulin, sur la commune de Provency mais entre ce dernier village et celui de Vassy. Le site de l'abbaye est placé à moins de deux kilomètres au sud-ouest de l'autoroute A6, environ six kilomètres au nord d'Avallon.

## Histoire

### Fondation
La fondation de cette abbaye est due entre autres à un miracle qui aurait eu lieu en l'an 1200 (sous le règne de Philippe Auguste). Un nommé Geofroy Lebrun, séduit par le diable, aurait vendu sa femme à ce dernier en échange de grandes richesses ; mais la Vierge aurait pris la place de cette dernière et empêché le marché diabolique de se faire, en reconnaissance de quoi le mari se serait converti ; à leur mort, les deux époux sont enterrés dans la chapelle dite de Bon-Repos.
Le seigneur local et sa femme, nommés Bur de Prey et Marie d'Angleure, décident de consacrer à Dieu le lieu du miracle. Une nouvelle chapelle est érigée en 1239, et ils font appel à des moniales cisterciennes venant de l'abbaye des Isles (ou des Îles), à proximité d'Auxerre, fondée six ans plus tôt (en 1233),.
Miles VIII de Noyers participe également à la fondation de l'abbaye, dont la première abbesse aurait été sa sœur Béatrice. L'abbaye devient en outre la nécropole de la famille de Noyers, jusqu'à Miles XI compris. L'église compte à terme quatre mausolées et neuf autres tombes.

### Moyen Âge
De l'avis d'André Courtet, de la Société des sciences historiques et naturelles de l'Yonne, en 1928, l'« intérêt de [l'histoire de l'abbaye] est médiocre ».
Les conditions matérielles de l'abbaye ne sont pas jugées satisfaisantes, après dix-sept années dans le site originel. Le site est insuffisamment pourvu en eau, et les matériaux de construction y sont trop rares. En conséquence, un transfert est sollicité par l'abbesse Alix de Prey à l'évêque d'Autun, Girard de La Roche de Beauvoir vers la léproserie de Cerce (aujourd'hui sur la commune de Sauvigny-le-Bois) ; celui-ci n'aboutit pas ; en revanche, des donations complémentaires, en particulier de Bur de Prey qui lègue quatre cents arpents de bois, permettent d'agrandir le temporel de l'abbaye,.
En 1258, Marcilly dépend de l'abbaye de Reigny ; en 1305, c'est le chapitre de Montréal qui en a la charge.
L'abbaye souffre de destructions importantes durant la guerre de Cent Ans.

### Liste des abbesses connues
- Béatrix de Noyers (1239-1246)
- Alix de Prey (1246-1298)
- Isabiau de Ragny (attestée en 1317)
- Jeanne de Sancerre (1322-1334)
- Jeanne de la Faulche ou de la Soulche (attestée en 1346)[13].
- Isabiau de Bruigny (attestée en 1366)
- Jeanne de Railly(attestée en 1397)
- Erembourg
- Davoult
- Marguerite de Ragny
- Iolent ou Iolende d'Étaules
- Jeanne du Vaux
- Marguerite d'Arcy
- Pétronille de Gelougny ou Genouilly
- Agnès de Saint-Pierre, qui donne sa démission en 1460 lors du transfert[14].

### Changement de communauté

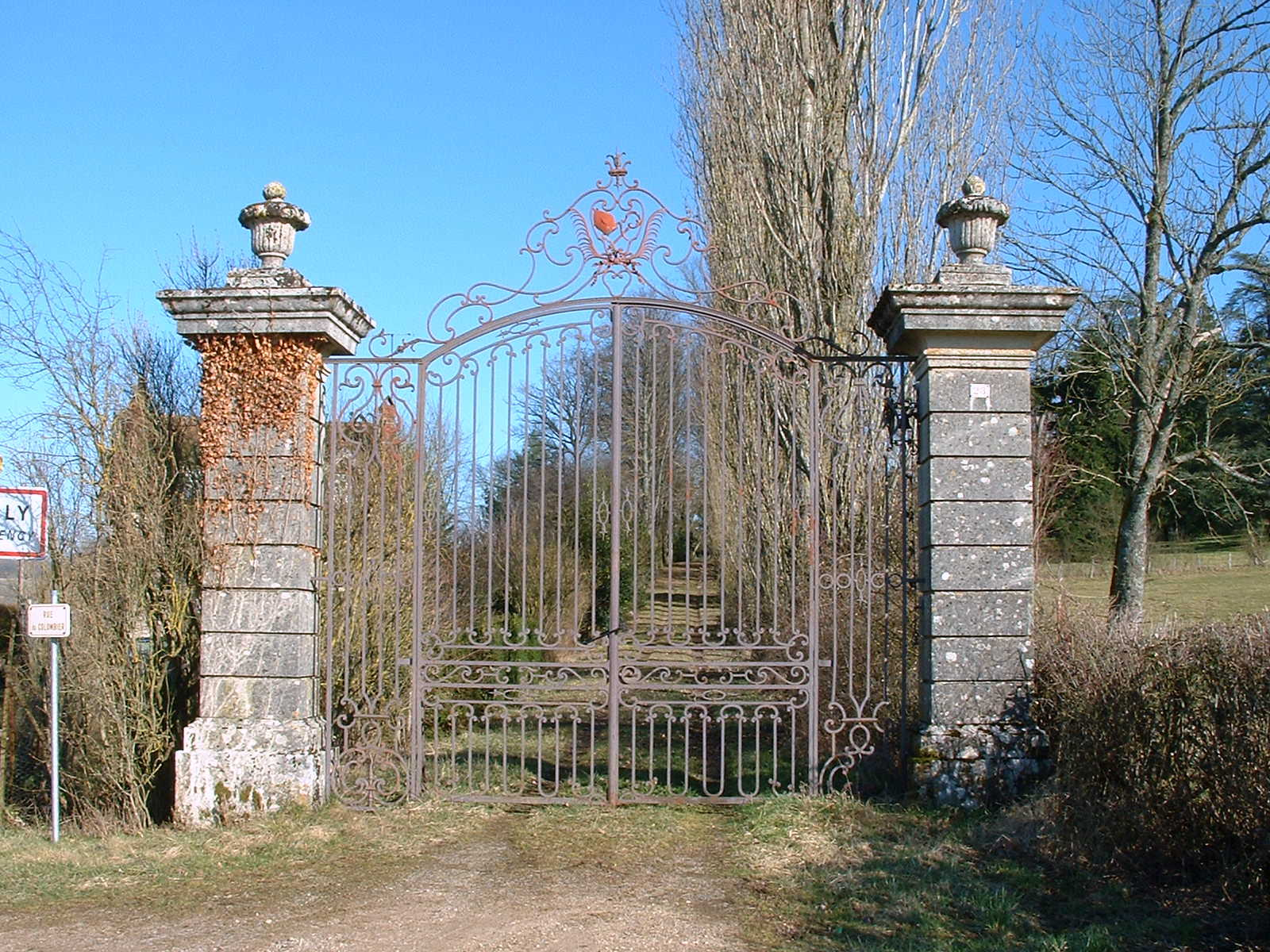
Le portail d'entrée de l'ancienne abbaye.

En 1460, un changement important a lieu au monastère : les moniales s'en vont à Notre-Dame-du-Réconfort, dans la Nièvre, et sont remplacées par un groupe de moines cisterciens venus de Fontenay. L'abbaye, qui était donc de la lignée de Cîteaux, passe à celle de Clairvaux.
La communauté masculine reste, durant les trois siècles où elle occupe l'abbaye, très modeste. L'abbaye est à nouveau ravagée par les guerres de Religion.

### Fermeture et destruction à la Révolution
En 1790, l'abbaye n'est plus peuplée que du seul prieur, qui est chassé par les révolutionnaires. L'abbaye est inventoriée en novembre de la même année et vendue le 4 mars 1791 comme bien national pour trente mille livres ; en 1795, le nouveau propriétaire fait détruire la chapelle et réaménage le reste, ne conservant que le logis de l'abbé, qui abrite le réfectoire voûté et le colombier, mais détruisant l'église et faisant construire des tours,. Toutefois, il conserve la statue commémorative du miracle, datant de 1660, et fait aménager une chapelle pour elle ; en 1839, cette statue et le pèlerinage dont elle fait l'objet sont transportés à l'église paroissiale Saint-Symphorien de Provency.